# Рафаел Леан
Рафаел Леан (порт. Rafael Leão, нар. 10 червня 1999, Алмада, Португалія) — португальський футболіст, нападник клубу «Мілан» і збірної Португалії.

## Клубна кар'єра
Народився 10 червня 1999 року в місті Алмада. Вихованець футбольної школи клубу «Спортінг». 21 травня 2017 року в матчі проти дубля «Браги» він дебютував у другому дивізіоні португалії у складі дублюючого складу «левів». Загалом зіграв за «Спортінг Б (Лісабон)» 12 матчів і забив 7 голів.
11 лютого 2018 року в матчі проти «Фейренсе» Леан дебютував у першій команді в матчі Сангріш-ліги, замінивши у другому таймі Браяна Руїса. 2 березня в поєдинку проти «Порту» Рафаел забив свій перший гол за «Спортинг». Всього до кінця сезону Леан зіграв за клуб п'ять ігор — три у чемпіонаті і по одній у Кубку Португалії та Лізі Європи. 14 червня 2018 року Рафаел разом з рядом інших гравців клубу в односторонньому порядку розірвав контракт зі «Спортінгом» після того як гравці і співробітники команди були атаковані фанатами під час тренування.
8 серпня 2018 року на правах вільного агента став гравцем французького «Лілля», підписавши п'ятирічну угоду, де відразу став основним гравцем і за перший сезон відіграв за команду з Лілля 24 матчі в Лізі 1, забивши 8 голів.
Після вдалого сезону в Лізі 1 1 серпня 2019 року Рафаел Леан став футболістом італійського «Мілана». За інформацією ЗМІ, трансфер обійшовся італійцям у 35 мільйонів євро.
У матчі 13 туру Серії А проти «Сассуоло» на 6,2 секунді забив найшвидший гол в історії італійського чемпіонату.

## Виступи за збірні
2014 року дебютував у складі юнацької збірної Португалії, взяв участь у 38 іграх на юнацькому рівні, відзначившись 11 забитими голами. У складі команди до 17 років брав участь у юнацькому чемпіонаті Європи 2016 року, ставши переможцем турніру. З командою до 19 років став фіналістом юнацького чемпіонату Європи 2017 року, зігравши у п'яти матчах і в матчі проти Швеції відзначившись голом.
2019 року з командою до 20 років поїхав на молодіжний чемпіонат світу.

## Статистика виступів

### Статистика клубних виступів
Станом на 25 травня 2024
| Сезон             | Команда           | Чемпіонат         | Чемпіонат | Чемпіонат | Національний кубок | Національний кубок | Національний кубок | Континентальні кубки | Континентальні кубки | Континентальні кубки | Інші змагання | Інші змагання | Інші змагання | Усього | Усього | Усього |
| Сезон             | Команда           | Ліга              | Ігор      | Голів     | Ліга               | Ігор               | Голів              | Ліга                 | Ігор                 | Голів                | Ліга          | Ігор          | Голів         | Ігор   | Голів  |        |
| ----------------- | ----------------- | ----------------- | --------- | --------- | ------------------ | ------------------ | ------------------ | -------------------- | -------------------- | -------------------- | ------------- | ------------- | ------------- | ------ | ------ | ------ |
| 2017–18           | «Спортінг»        | ПЛ                | 3         | 1         | КП+КПЛ             | 1+0                | 1+0                | ЛЧ+ЛЄ                | 0+1                  | 0                    | -             | -             | -             | 5      | 2      |        |
| 2018–19           | «Лілль»           | Л1                | 24        | 8         | КФ+КЛ              | 2+0                | 0                  | -                    | -                    | -                    | -             | -             | -             | 26     | 8      |        |
| 2019–20           | «Мілан»           | СА                | 31        | 6         | КІ                 | 2                  | 0                  | -                    | -                    | -                    | -             | -             | -             | 38     | 4      |        |
| 2020–21           | «Мілан»           | СА                | 30        | 6         | КІ                 | 2                  | 0                  | ЛЄ                   | 8                    | 1                    | -             | -             | -             | 40     | 7      |        |
| 2021–22           | «Мілан»           | СА                | 34        | 11        | КІ                 | 4                  | 2                  | ЛЧ                   | 4                    | 1                    | -             | -             | -             | 42     | 14     |        |
| 2022–23           | «Мілан»           | СА                | 35        | 15        | КІ                 | 1                  | 0                  | ЛЧ                   | 11                   | 1                    | СКІ           | 1             | 0             | 48     | 16     |        |
| 2023–24           | «Мілан»           | СA                | 34        | 9         | КІ                 | 2                  | 2                  | ЛЧ+ЛЄ                | 5+6                  | 1+3                  | -             | -             | -             | 47     | 15     |        |
| Усього за «Мілан» | Усього за «Мілан» | Усього за «Мілан» | 164       | 47        |                    | 11                 | 4                  |                      | 34                   | 7                    |               | 1             | 0             | 210    | 58     |        |
| Усього за кар'єру | Усього за кар'єру | Усього за кар'єру | 191       | 56        |                    | 14                 | 5                  |                      | 35                   | 7                    |               | 1             | 0             | 241    | 68     |        |

### Статистика виступів за збірну
Станом на 26 березня 2023
| Дата       | Місто      | Господарі      | Результат | Гості              | Турнір                                    | Голи | Примітки |
| ---------- | ---------- | -------------- | --------- | ------------------ | ----------------------------------------- | ---- | -------- |
| 9-10-2021  | Фару       | Португалія     | 3 – 0     | Катар              | товариський матч                          | -    | 46'      |
| 12-10-2021 | Фару       | Португалія     | 5 – 0     | Люксембург         | Відбір до ЧС 2022                         | -    | 73'      |
| 11-11-2021 | Дублін     | Ірландія       | 0 – 0     | Португалія         | Відбір до ЧС 2022                         | -    | 56' 83'  |
| 24-3-2022  | Порту      | Португалія     | 3 – 1     | Туреччина          | Відбір до ЧС 2022                         | -    | 88'      |
| 29-3-2022  | Порту      | Португалія     | 2 – 0     | Північна Македонія | Відбір до ЧС 2022                         | -    | 76'      |
| 2-6-2022   | Севілья    | Іспанія        | 1 – 1     | Португалія         | Ліга націй УЄФА 2022—2023 - груповий етап | -    | 72'      |
| 5-6-2022   | Лісабон    | Португалія     | 4 – 0     | Швейцарія          | Ліга націй УЄФА 2022—2023 - груповий етап | -    | 77'      |
| 9-6-2022   | Лісабон    | Португалія     | 2 – 0     | Чехія              | Ліга націй УЄФА 2022—2023 - груповий етап | -    | 80' 87'  |
| 12-6-2022  | Лансі      | Швейцарія      | 1 – 0     | Португалія         | Ліга націй УЄФА 2022—2023 - груповий етап | -    | 62'      |
| 24-9-2022  | Прага      | Чехія          | 0 – 4     | Португалія         | Ліга націй УЄФА 2022—2023 - груповий етап | -    | 67'      |
| 27-9-2022  | Брага      | Португалія     | 0 – 1     | Іспанія            | Ліга націй УЄФА 2022—2023 - груповий етап | -    | 78'      |
| 24-11-2022 | Доха       | Португалія     | 3 – 2     | Гана               | ЧС 2022 - груповий етап                   | 1    | 77'      |
| 28-11-2022 | Лусаїл     | Португалія     | 2 – 0     | Уругвай            | ЧС 2022 - груповий етап                   | -    | 69'      |
| 2-12-2022  | Ер-Раян    | Південна Корея | 2 – 1     | Португалія         | ЧС 2022 - груповий етап                   | -    | 65'      |
| 6-12-2022  | Лусаїл     | Португалія     | 6 – 1     | Швейцарія          | ЧС 2022 - 1/8 фіналу                      | 1    | 87'      |
| 10-12-2022 | Доха       | Марокко        | 1 – 0     | Португалія         | ЧС 2022 - чвертьфінал                     | -    | 69'      |
| 23-3-2023  | Лісабон    | Португалія     | 4 – 0     | Ліхтенштейн        | Відбір до ЧЄ 2024                         | -    | 67'      |
| 26-3-2023  | Люксембург | Люксембург     | 0 – 6     | Португалія         | Відбір до ЧЄ 2024                         | 1    | 75'      |
| Усього     |            | Матчів         | 18        |                    | Голів                                     | 3    |          |

| Дата       | Місто     | Господарі  | Результат  | Гості       | Турнір                             | Голи | Примітки |
| ---------- | --------- | ---------- | ---------- | ----------- | ---------------------------------- | ---- | -------- |
| 10-11-2017 | Овідіу    | Румунія    | 1 – 1      | Португалія  | Товариський матч                   | -    | 60'      |
| 23-3-2018  | Тондела   | Португалія | 7 – 0      | Ліхтенштейн | Товариський матч                   | -    | 58'      |
| 27-3-2018  | Невшатель | Швейцарія  | 2 – 4      | Португалія  | Товариський матч                   | -    | 16'      |
| 16-11-2018 | Забже     | Польща     | 0 – 1      | Португалія  | Кваліфікація молодіжного Євро-2019 | -    | 75'      |
| 20-11-2018 | Шавеш     | Португалія | 1 – 3      | Польща      | Кваліфікація молодіжного Євро-2019 | -    | 38'      |
| 10-9-2019  | Жодино    | Білорусь   | 0 – 2      | Португалія  | Кваліфікація молодіжного Євро-2021 | 1    | 80'      |
| 11-10-2019 | Амстердам | Нідерланди | 4 – 2      | Португалія  | Кваліфікація молодіжного Євро-2021 | -    | 79'      |
| 14-11-2019 | Любляна   | Словенія   | 0 – 0      | Португалія  | Товариський матч                   | -    |          |
| 19-11-2019 | Осло      | Норвегія   | 2 – 3      | Португалія  | Кваліфікація молодіжного Євро-2021 | -    | 34'      |
| 9-10-2020  | Лісабон   | Португалія | 4 – 1      | Норвегія    | Кваліфікація молодіжного Євро-2021 | -    | 62'      |
| 15-11-2020 | Парчал    | Португалія | 2 – 1      | Кіпр        | Кваліфікація молодіжного Євро-2021 | -    | 46'      |
| 18-11-2020 | Портіман  | Португалія | 2 – 1      | Нідерланди  | Кваліфікація молодіжного Євро-2021 | -    | 46' 83'  |
| 31-5-2021  | Любляна   | Португалія | 5 – 3 д.ч. | Італія      | Молодіжне Євро-2021 - чвертьфінал  | -    | 94'      |
| 3-6-2021   | Марибор   | Іспанія    | 0 – 1      | Португалія  | Молодіжне Євро-2021 - півфінал     | -    | 31' 64'  |
| 6-6-2021   | Любляна   | Німеччина  | 1 – 0      | Португалія  | Молодіжне Євро-2021 - фінал        | -    | 46'      |
| Усього     |           | Матчів     | 15         |             | Голів                              | 1    |          |

## Титули і досягнення

### Командні
«Мілан»
- Чемпіон Італії: 2021–22
- Володар Суперкубка Італії: 2024

 Юнацька збірна Португалії
- Юнацький чемпіон Європи (до 17 років): 2016[11]
- Юнацький віце-чемпіон Європи (до 19 років): 2017

 Збірна Португалії
- Переможець Ліги націй УЄФА: 2024-25

### Особисті
- Найцінніший гравець сезону італійської Серії А: 2021–22
- Символічна збірна юнацького чемпіонату Європи (до 19 років): 2017